# ロシアにおけるドーピング
ロシアにおけるドーピングでは、ロシアにおいて国家ぐるみで行われているとされるドーピングについて述べる。ロシア代表選手のドーピング件数はオリンピックのメダル剥奪件数に限っても46件で、これは剥奪された件数全体の1/3に及んでおり、2位に4倍以上の差をつけての1位である。当然ながらドーピングで失格になった選手数でも世界最多で、150人以上を数えている。
世界的なドーピング事例の中には他人の常備薬の誤飲や、育毛剤などに禁止薬物が含まれていた例もあるが、ロシアにおいては国家がステロイドを斡旋しており、ドーピングの手法も組織化されている。その状況が世界的に知れてもなお同国はドーピングに手を染め続けるため、ついには世界アンチ・ドーピング機構（WADA）は2019年に全ての主要大会からロシアを4年間追放する措置を課した。ロシア側の訴えによって、翌2020年にスポーツ仲裁裁判所によって2年に減刑されたが、解除明けの2022年にウクライナ侵攻を行った事によって、再び別の形でスポーツへの参加が出来なくなっている。

## 歴史

### ソビエト連邦時代

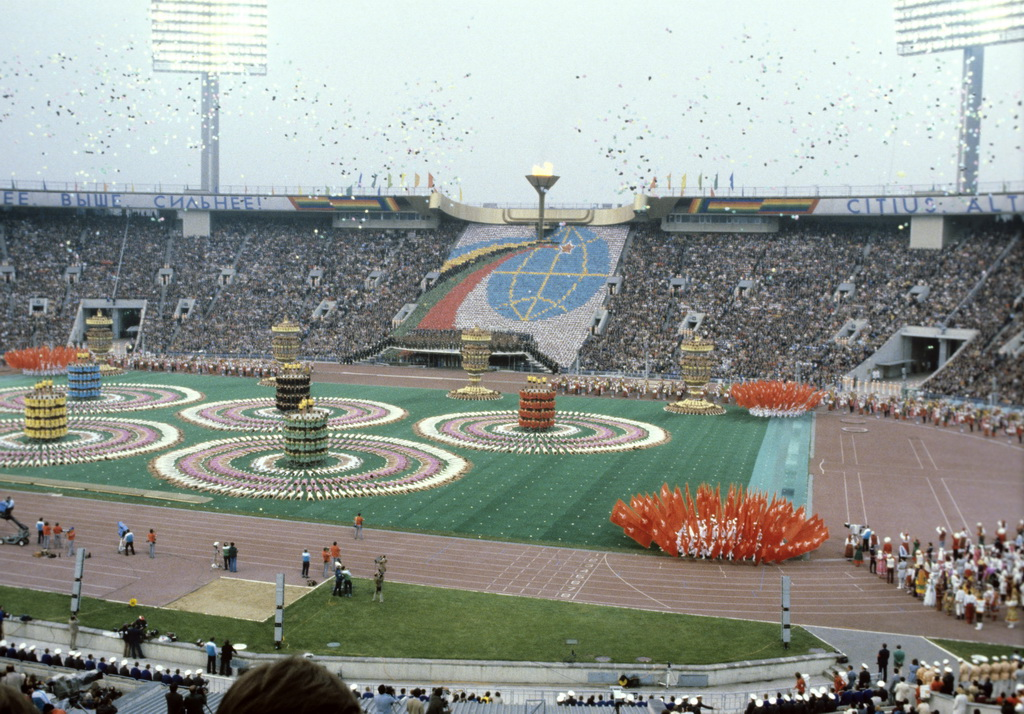
モスクワオリンピックは「科学者の大会」と揶揄された。

そもそもロシア成立以前のソビエト連邦時点でドーピングが国家ぐるみで行われていた。これはソビエト連邦に限った事ではなく、共産主義国家では他国でも行われていた。アンドリュー・ジェニングスはソ連国家保安委員会が国際オリンピック委員会のドーピング検査に工作していたと述べている。1980年モスクワオリンピックについても1989年にオーストラリアで発表された論文では、「金メダルに限らず、メダルを獲った選手の中からドーピングしていない選手を探すのは難しい。「科学者の大会」と呼ぶべきだろう。」と述べている。
1984年ロサンゼルスオリンピックをソビエト連邦はボイコットしたが、ボイコット決定以前には陸上選手ステロイド投与計画が存在しており、その詳細が2016年に発表されている。この統括を行っていたセルゲイ・ポルトゥガロフ医師は、後に2016年リオデジャネイロオリンピックのドーピングにも関与した。

### 2000年代
2002年ソルトレークシティオリンピックではクロスカントリースキーのオリガ・ダニロワとラリサ・ラズチナがドーピングによって計5枚のメダルが剥奪されている。その後、2004年アテネオリンピック、2006年トリノオリンピックでもドーピングによってメダルを剥奪された。
2008年北京オリンピック開催前に7人の選手が尿検査で陽性反応を示し出場停止となった。
2010年バンクーバーオリンピックでは複数のバイアスロン選手がドーピングに関っていた。国際バイアスロン連合会長も「世界有数の強豪国による大規模で組織的なドーピングの存在に我々は直面しているのだ。」と述べた。
とある国の2001年から2009年にかけての7289の血液サンプルを調べたところ、2737のサンプルで疑わしい結果が出たとする発表がある。他国のドーピング陽性比率を大きく上回るこの国家の名前はおそらくロシアであると発表者は推測している。
2009年10月、国際陸上競技連盟はヴァレンティン・バラフニチェフに対し、「検査を始めて以降でも有数の割合の陽性比率が血液サンプルから出ており、組織的ドーピングの可能性が強く示唆される結果である。」と書いた。

### 2010年代前半

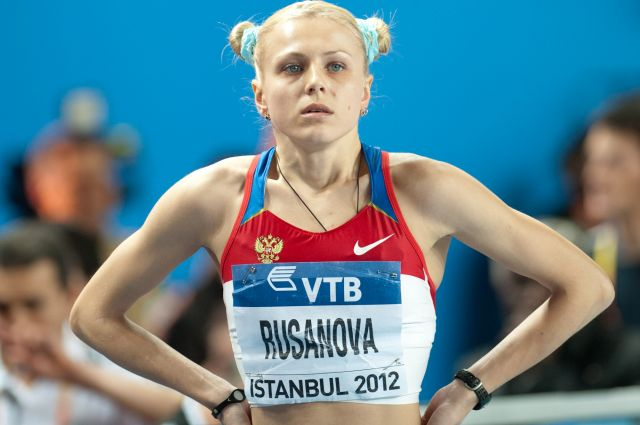
ドーピングを告発したユリア・ステパノワ。

2010年、ロシア反ドーピング機関（RUSADA）の職員であるヴィタリー・ステパノフ（ユリア・ステパノワの夫）からWADA宛てに、RUSADAは組織的ドーピングを許可しているとのリークが為された。2012年12月にはダリヤ・ピシャルニコワからも組織的ドーピングの詳細がWADAに送られた。ニューヨーク・タイムズによれば、前者の200回ほどのメール、50回ほどの手紙はWADAにきちんと届いていたものの、WADA側はこれを開かず、後者のみを開いたとしている。2008年から2010年にかけてもドーピングで出場停止処分を受けていたピシャルニコワは、2013年4月30日にロシア陸上競技連盟から10年間の出場停止処分および、メダルの剥奪処分となった。
ステパノフは「WADAにおいてすらこの話を隠蔽したい人間がいる」と述べたが、ドイツ公共放送連盟（ARD）に対して伝手を作ってくれた人も組織には存在した。WADAのジャック・ロバートソンはWADAが及び腰なのを見て、メディアの関心を引く事が必須だと判断、上司のデイヴィッド・ホーマンの許可を得て、ハジョ・セッペルトに繋げた。2014年12月にARDはGeheimsache Doping: 'Wie Russland seine Sieger macht'（秘密裡のドーピング: ロシアが王者を作った方法）の名でドキュメンタリーを放送、東ドイツ流と名付けられたロシアのドーピング手法が明るみに出た。ステパノフ夫妻は、禁止薬物の供給とドーピング検査結果の偽造に対してアスリート側から5%のキックバックを得ているとも述べた。マリア・サビノワがモスクワの薬物検査研究所の後援でドーピングしていたという発言をステパノワが密かに録音していたのも一緒にドキュメンタリーで流れたため、大きな話題となった。リリア・ショブホワに至ってはドーピング検査陽性を揉み消すために45万ユーロを支払った事が明るみに出た。モスクワオリンピック時代にドーピングに関与しているポルトゥガノフが相変わらず関与している事もわかった。

### 2015年

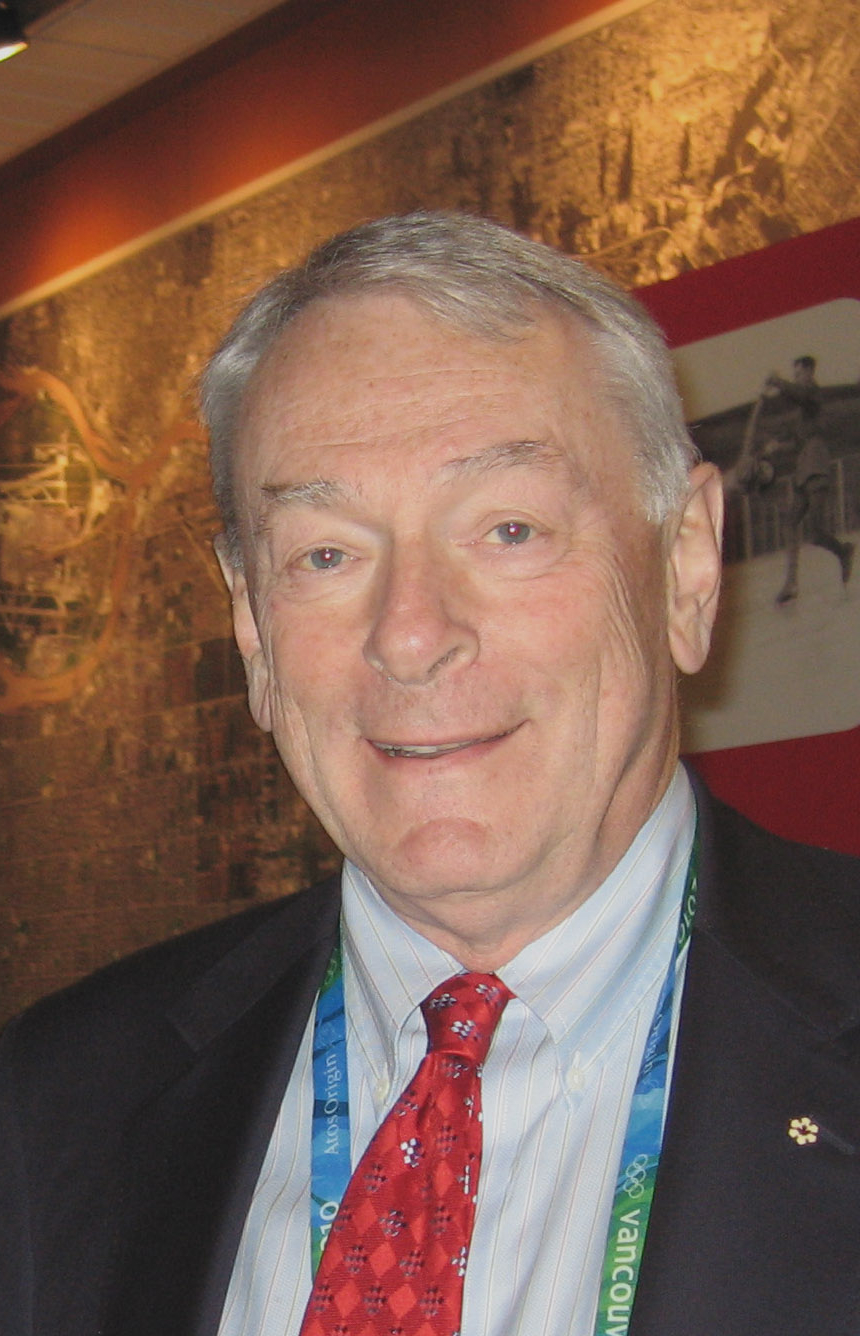
2015年のWADAの調査を主導したディック・パウンド。

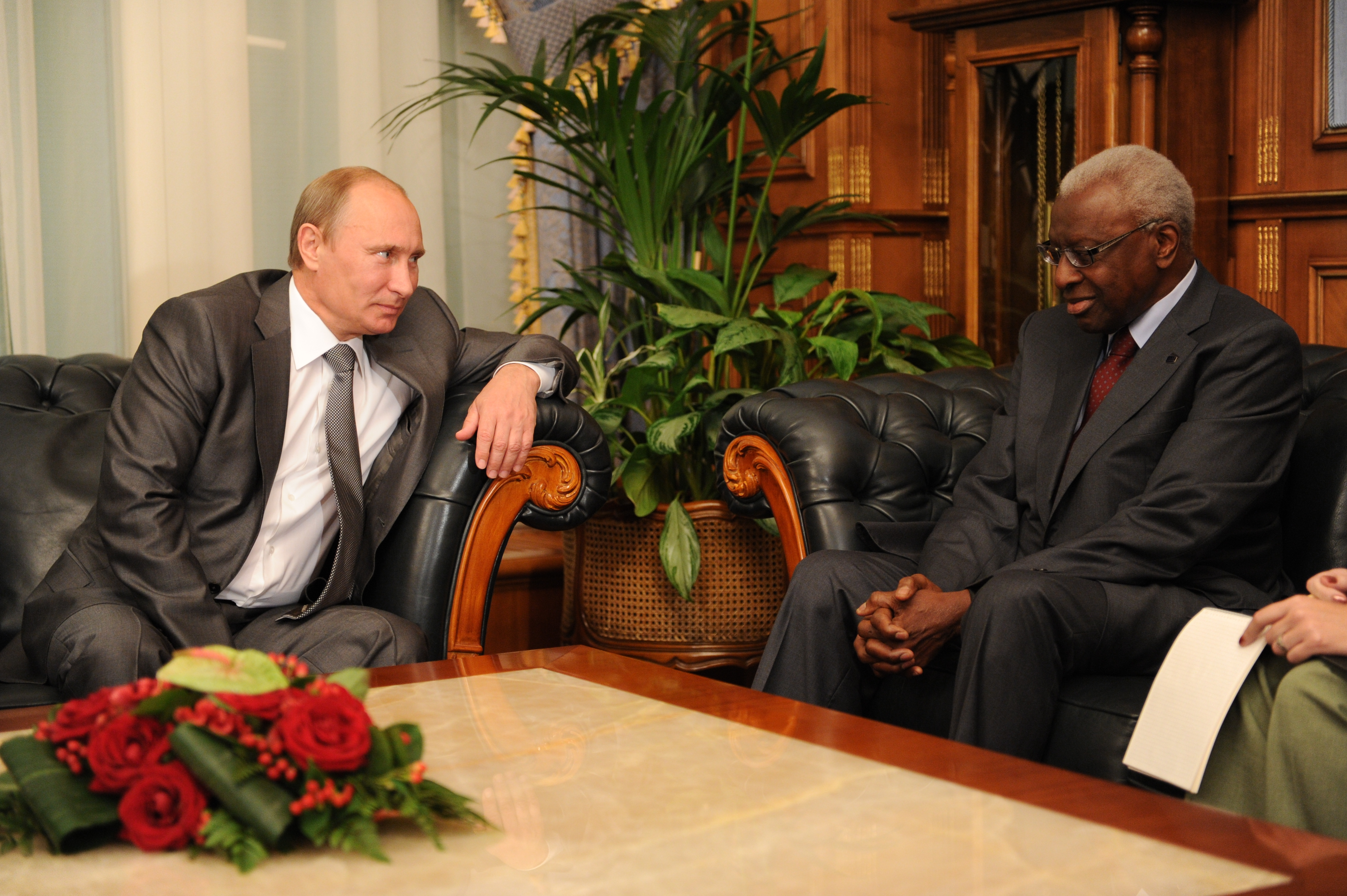
ウラジーミル・プーチン（左）とラミーヌ・ディアック（右）

2015年1月、全ロシア選手連盟会長のバラフニチェフが国際陸上競技連盟会計を辞任。
ARDのドキュメンタリーが放映された事で、ディック・パウンドが中心となりWADAは調査に入った。335頁に及ぶ報告書では、ロシアでは国家ぐるみの大規模ドーピングが蔓延していると記され、ガーディアン紙は「決定的（な証拠）だ」と総括した。ロシア連邦保安庁が研究所の職員の下に足繁く通い、WADAの調査に協力しないようにお願いしていた事も記されている:196–197。オフィスや電話も盗聴されているかもしれないとの発言も職員二人から出た:196–197。全ロシア選手連盟は反ドーピング憲章を尊重しておらず、国際オリンピック委員会は2016年リオデジャネイロオリンピックへの同連盟の出場を拒否すべきだと記した。
翌日、WADAはモスクワ反ドーピングセンターに対し、「尿検査や血液検査を含む全ての反ドーピング関係の実行を禁ずる」と通告した。同年11月13日に国際陸上競技連盟はロシアの即時追放を22対1で可決、2016年にチェボクサルで行われる予定であったIAAF世界競歩チーム選手権大会、同年にカザンで行われる予定であった2016年U20世界陸上競技選手権大会の開催地剥奪も決定した。なお、国際陸上競技連盟の構成員資格については5人による監視を条件に継続された。同月18日にロシア反ドーピング機関が資格停止処分となった。
同月、フランスの機関がラミーヌ・ディアックの調査を開始した。彼は2011年に少なくとも6人のロシア人選手の陽性反応を見なかった事する代価として100万ユーロの収賄を受けていたとされる。

### 2016年
2016年1月に国際陸上競技連盟はバラフニチェフとロシア有数のコーチであるアレクセイ・メルニコフの一生涯追放を発表。
同月中旬にWADAはロシア支部の独立性に関する第二次報告書を発表。翌月に英国支部が監視をする事となった。
2月にはRUSADAの前長官二人が死亡し、不審死が疑われている。サンデー・タイムズによれば、片方は死の直前に「1987年以降のロシアのスポーツ薬学とドーピングの真実」という書籍を出版するために新聞社と接触していた。WADAによって「ロシアのドーピングの心臓」と認識されていたグリゴリー・ロドチェンコフは解任されたどころか、ロシア冬季スポーツ界からの魔女狩りに遭う可能性があって身の安全が保障出来ないため、米国に亡命した。彼の証言は「イカロス」として映画化された。
3月、ARDはGeheimsache Doping: Russlands Täuschungsmanöver（ロシアの赤い鰊）と称するドキュメンタリーを放送、RUSADAやARAFが禁止薬物を選手に斡旋する様子が広く知られるようになった。ニューヨーク・タイムズは5月にロドチェンコフの内部告発を掲載、彼曰く、ドーピングの専門家が国の息がかかっている諜報組織と共同で、採取した尿を研究所の窓から流し捨てているとの事であった。耐タンパー性の容器をビル近くで開封、数ヶ月前の尿を入れていたという。2014年ソチオリンピックでは少なくとも15人のメダリストが関っていると彼は述べたが、未だに全容は明らかになっていない。5月19日にWADAによるソチオリンピックの調査が始まった。
3月15日に国際オリンピック委員会は2008年から2012年にかけての尿検査を新手法でやり直しすると発表。対象は一部の国、競技であり、過去のオリンピックに出場しておりリオデジャネイロオリンピックも出場予定の選手も含まれる。冬季オリンピックも対象であるが、尿の保管期限が10年であるため2006年以降のものに限られた。結果は2017年11月に発表された。
オリンピック以外でも前半期だけでアレクサンデル・ポベトキン、マリア・シャラポワがメルドニウムで陽性反応を示し、ロシア国籍も持つロマン・エレメンコもコカインで引っ掛かった。

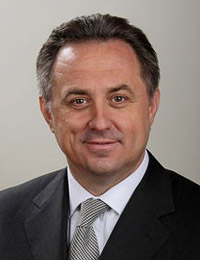
スポーツ・観光・青年政策大臣のヴィタリー・ムトコ。

6月にARDが放映したドキュメンタリーではヴィタリー・ムトコがFCクラスノダールの選手のドーピングを揉み消した事を仄めかした。同月に国際陸上競技連盟のニック・デイヴィスがロシア人アスリートから処分緩和の収賄を受けた疑惑で職務停止処分。英国放送協会によると2013年7月のメールで、デイヴィスと陽性反応を示したロシア人選手は処分を軽くする方法について議論を交わしていたという。
同月にWADAが発表した報告書では、ロシアのドーピング制禦事務所（DCO）には情報が不十分もしくは誤っている選手の所在地情報が非常に多く見られ、中には閉鎖都市でオリンピック予選を開いていた事例も見つかった。DCO側の入場に際して長々と遅延させた他、常に監視下に置かれる、選手一覧ですら遅延する、サンプルに開封の痕跡が見られるなどの報告も記されている。調査中のインタビューも9割方の選手には無言あるいは拒否を受けたという。
同月17日に国際陸上競技連盟はロシアの復帰を認めたが、国際ウエイトリフティング連盟は翌週、他二か国とともにロシアを一年間追放処分にし、国際オリンピック委員会もこれを認めたため、リオデジャネイロオリンピックにおいてロシアはウエイトリフティングは出場不可能となった。

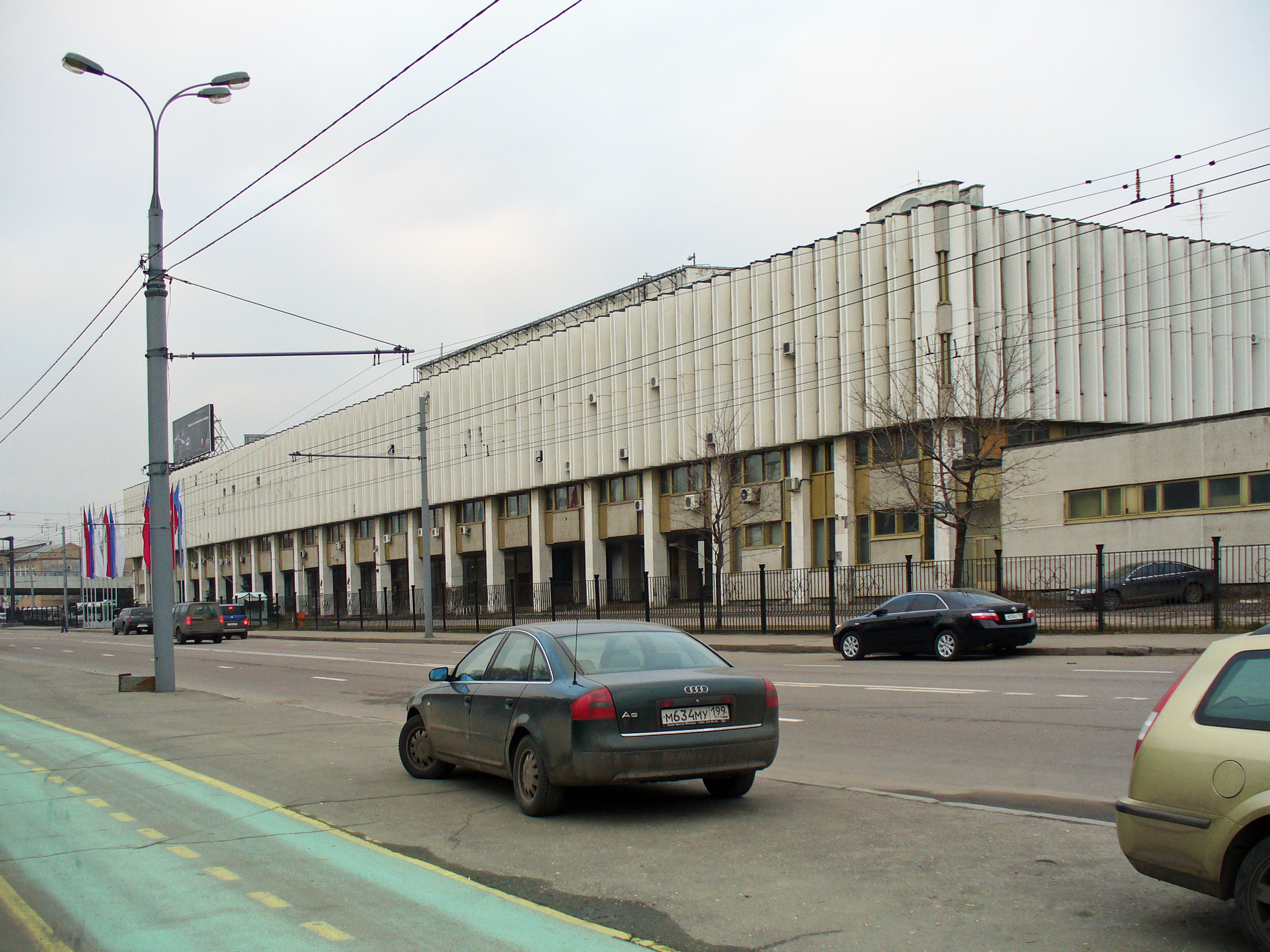
ロシアオリンピック委員会本部。

7月18日にリチャード・マクラーレンが97頁に及ぶロシアの国家ぐるみのドーピングに関する報告書を発表、これはマクラーレン・レポートと呼ばれる重要文書となった。2011年末から2015年8月にかけての物に対する僅か57日の期限での調査であったが:5、バンクーバーオリンピックで揮わなかったロシアは、WADAを掻い潜って国家ぐるみでドーピングを行っているのは「まず疑いない」との結果を示した。643の陽性反応が発見され、陸上の139、ウエイトリフティングの117を筆頭に30近いオリンピック競技、さらにはパラリンピックや非オリンピック競技でもそれぞれ30例以上の陽性が検出された:39-41。
これに対して国際オリンピック委員会はリオデジャネイロオリンピックに出場するロシア人選手を国際オリンピック委員会側で決定する事とした他、ソチオリンピックの再調査、各スポーツ連盟に対してロシアで開催が決まっている主要大会の開催地変更推奨を行った。
同月21日にスポーツ仲裁裁判所はロシア人選手67人をリオデジャネイロオリンピック出場禁止に処した。翌日に国際パラリンピック委員会はロシアパラリンピック委員会を活動停止処分にした。翌々日に国際オリンピック委員会はWADAの要請するステパノワ以外のロシア代表の出場禁止処分には従わない事を発表した。WADA側は遺憾の意を示した。

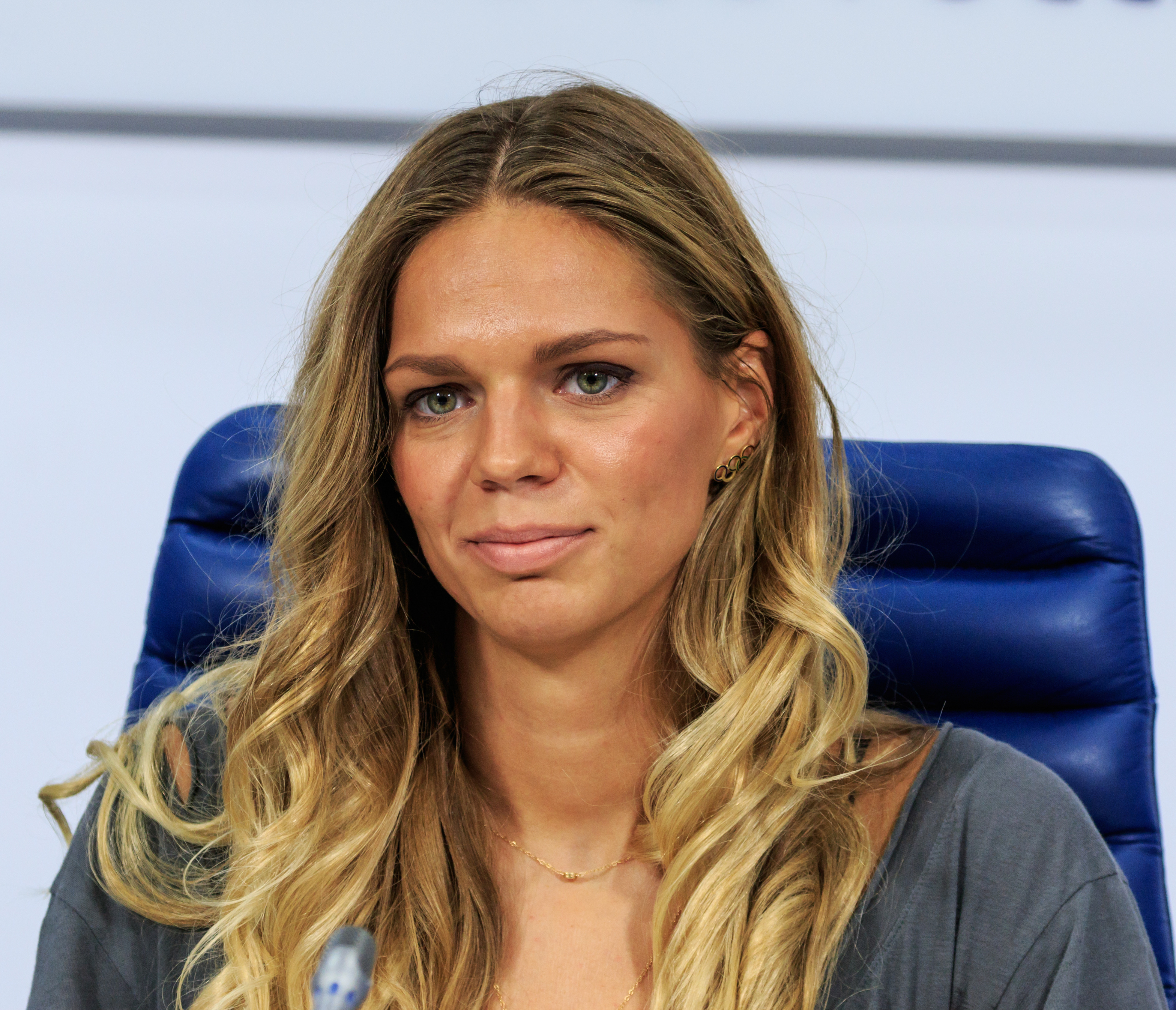
リオデジャネイロオリンピックでドーピングをしていたユリア・エフィモワ。

8月7日、国際オリンピック委員会はリオデジャネイロオリンピックに出場予定のロシア人選手389人のうち278人の出場を承認した（除外された111人のうち67人はスポーツ仲裁裁判所によって既に出場禁止になっていた）。それでも、政府の干渉で国旗が使えないクウェートに対して、国家ぐるみでドーピングをしていてより性質の悪いロシアが国旗を使っている事には批判が起こった。ディック・パウンドは「クウェートの選手全員が政府の支持者でもないし、南アフリカ共和国の選手全員がアパルトヘイトを支持していた訳でもなかったのに、（無実の人もいる）彼らは除外された、それは一貫した基準ではない。」と述べ、ドイチェ・ヴェレは「クウェートは除外しておいて、ロシアは良い。クウェートは政府からの干渉で出場できない小さな選手団だ。ロシアは組織的なドーピングを多くの選手にしておきながら違うのだ。」と記した。
2016年リオデジャネイロパラリンピックに関しては、ロシア側がスポーツ仲裁裁判所に提訴したが、国際パラリンピック委員会側の証拠をひっくり返すような物が見られないとして却下された。さらにスイス連邦最高裁判所に対して「彼らの前で反ドーピングを証明する場所が必要である」と告訴したが却下された。
10月、ドーピングを揉み消したとの噂があるムトコが副首相に昇格した。
11月3日に反ドーピングのコーチを招聘した。15日に検査キットを作るベルゲル社が新型検査キットを発表。会見では「様々な国の鑑識のプロと一緒に作り上げました。ロシアが築き上げたシステムのような偽造に対して常に少しでも助力でありたいと思っております。」と述べ、ロシアを名指した。
12月9日にマクラーレン・レポートの第二次報告書が完成した。この報告書では2011年から2015年の間だけで1000人以上の選手が得をしたと述べられたが、法廷であくまで得をした可能性があるというだけの話であると訂正する事となった。なお、15歳の選手もドーピングに関与していた事が判明した。

### 2017年
2017年2月、全ロシア選手連盟副会長のアンドレイ・シルノフが記者に対して、東ドイツがドーピングで成功したのだからあれは「良い薬学」なのであって、ソ連の選手も咎められるべきではないと発言した。
同月後半、WADAはマクラーレン・レポートに記されているドーピングした選手に関する証拠がモスクワの研究所から消失した事を発表した。
4月の中間報告では、「ロシアの調査委員会が相も変わらず生体パスポートの提供を拒否しており、選手も閉鎖都市にいるために接触も難しい。ドーピングの制度について話す事が出来る場所も存在しない。」と述べられている。ウエイトリフティング選手のアンドレイ・ドミトリーエフは収監の可能性があったために亡命したとも述べられている。
9月、ロシアは亡命したロドチェンコフをモスクワの所長であるために呼び戻そうとしたが、WADAは拒否した。
17の反ドーピング組織が国際オリンピック委員会に対し、「スポーツ史に残るロシアのドーピングという大スキャンダルを認めるのが相変わらず怖いようだ。皮肉塗れの愛のメッセージも送れないとは尸位素餐、オリンピック・ムーブメントに関った国なら無罪なのだろうか。」と批判した。彼らの見立てでは、モスクァの研究所から検体が消えたのは、「国際オリンピック委員会が証拠を掴まないようにするため」であるという。後に20の組織がこれに賛成した。
2017年11月にオズワルド委員会が開催され、ソチオリンピックのドーピングに関する処分が話し合われた。9日にウラジーミル・プーチンはこれに対して、米国が3月の2018年ロシア大統領選挙を睨んで行ってきた工作の一つであると述べた。さらにパヴェル・コロブコフも国がドーピングの元締めであるという証拠などどこにもなく、証人として米国に保護されているロドチェンコフの引き渡しを求めると述べた。ロシア政府は重ねてドーピングシステムが存在しない事を主張したが、パウンドは「経験的な証拠は完全に正反対の結論を生み出しており、かの国のメディアが報じている事は全て国内向けのプロパガンダである。」と述べた。17日にレオニド・チャガチェフはロドチェンコフについて「スターリンなら銃殺していた」と発言した。
同月10日、WADAは2012年1月から2015年8月にかけての全テストデータを保有している事をリリースで発表した。ロシア側としては公表されると困るデータベースであり、その証左にロシアスキー連盟会長のエレーナ・ヴェルベは「このデータベースを提供した人物は国家の叛逆者である」と述べた。さらにイリア・チェルノウソフをWADAに情報を漏らしたという理由で批判した。

2018年平昌オリンピックに向けて提案されたロシアのロゴ。

12月5日、国際オリンピック委員会はロシアオリンピック委員会を2018年平昌オリンピックから除外すると発表した。ただし、ドーピング違反歴がない選手に関しては「ロシアからのオリンピック選手」として出場を許可するとした。同月20日に右記のロゴが提案された。この裁定に対しボイコットで応戦するのではないかとの風説に対し、ドミトリー・ペスコフはこれを否定した。一方でラムザン・カディロフはチェチェン人はロシア国旗が無ければ出場させないと述べた。12月6日、ウラジーミル・プーチンは、国旗がオリンピックで使えないのは屈辱であると述べていたが、政府としては国旗の使用が出来なかったとしても、ボイコットを主張する議員もいるが、個人としての出場を止めはしないと述べた。ゲンナジー・ジュガーノフは勝利の旗を代用すればいいと述べた。セルゲイ・ラブロフは米国は公平な勝負である事実が怖いのだと煽り、国際オリンピック委員会内で影響力を増す米国に言及した。コムソモリスカヤ・プラウダの調査では、ロシアにおける同性愛宣伝禁止法に対する国際オリンピック委員会側の応戦であるとの見方が一般的であったため、国民の86%が国旗が使えなかった場合はボイコットすべきだと答えた。ロバートソンはこの決定について「こんなのは懲罰でも何でもなく、ロシアの商売人や政治家の顔を（国際オリンピック委員会が）立てているに過ぎない。（ロドチェンコフの証拠によれば）ロシアの99%の選手はドーピングしており、ロシア人選手が国際舞台に立つ場合、選手に選択の余地などない事はわかっている、ドーピングするかお役御免かだ。見聞きした話からすれば自浄する方法などない事は明白だ。」と発言した。また、ロシア側が米国の政治家に対してロドチェンコフを送還するよう内々にロビー活動していた事も報じられた。
当初のロシアが平昌オリンピックに派遣しうる選手として考えていた500人のうち111人が出場不可能となった（うち43人はオズワルド委員会の決定による）。残り389人については過去の検査の再検証も含めて検査を行った。最終的に残ったのは169人であった。しかしオルガ・グラフが「スポーツは汚い政治資金の飛ばし合いになった」と述べたため、168人になった。
翌年1月の時点で43人のロシア人選手がオズワルド委員会によって生涯出場停止となっていたが、1人を除いてこれを不服としスポーツ仲裁裁判所に告訴した。結果として28人が生涯の処分は無効となった。これに対して国際オリンピック委員会は「スポーツ仲裁裁判所の裁定は28人をオリンピックに招待した訳ではない。この事案は反ドーピングの歴史にとって非常に大きな一頁になるだろう。」とコメントした。スポーツ仲裁裁判所の裁定に鑑み、39人が平昌オリンピックのみの出場停止に減刑された事については尊重するとした。このアピールが成功したロシア側はさらに平昌オリンピックの出場停止についても告訴したが、五輪の開会式までに裁決が出なかった。
12月6日にウラジーミル・プーチンは国際オリンピック委員会調査機関のサムエル・シュミットが「ロシアが関与していた証拠は見当たらない」と述べていたと述べたが、委員会が言っていたのは、あくまでロシア政府省庁は関与していないと述べただけであった。翌日、ミハイル・プロホロフがオリンピック選手にドーピングシステムの口止め料として数百万ルーブルをポケットマネーから出していた事が報じられた。2008年から2014年にかけてロシアバイアスロン連合に対して支払っており、失格する選手に対する法的な細工をしていたと報じられた。

### 2018年
1月に行われた陸上大会において主力選手全員がドーピング監視官との面会を拒否した。
平昌オリンピックにおいてはロシア出身選手団は国旗を使えなかったが、ファンはロシアの色の服を着用し「ロシア！」とチャントをする事でこの制裁に立ち向かった。また、アレクサンドル・クルシェルニツキー、ナデジダ・セルゲーヴァが失格処分となったため、閉会式での旗の掲揚が禁止された。しかしながら閉会式翌日の2月28日に国際オリンピック委員会はロシアの五輪参加資格を回復したため、国際社会は猛反発した。これ以上の失格が出なければ元々そうする予定であったという。終了後スレート誌は国際オリンピック委員会について「ロシアに対する聖域を何が何でも認めないうちに終了した。アリーナにロシア人選手はいっぱいいるにもかかわらず、正直なところ彼らはロシア人が平昌オリンピックにいる事は疎ましく思っているようだ。中途半端に甘い処分にしたせいで選手を守る事よりも自分の面子に関心が行く方が気掛かりらしかった。」と述べた。
2018 FIFAワールドカップでもドーピングが疑われている。国際サッカー連盟はマクラーレン・レポートを見て問い合わせたが、証拠不十分のために処分は為されなかった。大会中、異常な走行距離を出し続けたロシア代表はベスト8で終わり、薬物反応自体は出なかった。しかし9月にデニス・チェリシェフの父は、息子が成長ホルモンを同大会中に摂取していたと述べている。ただ、ドーピング検査では陰性であった。
7月20日にアスレティックス・インテグリティ・ユニットは85のオリンピック乃至世界選手権メダリストを含む120のドーピングについて詳細を発表した。そのうち半数弱がロシア人であった。
9月20日にWADAはロシア反ドーピング機関の再開を協議、再開する方向で結論が出たものの、国際社会からは批判された。6人会議の構成員であったベッキー・スコットはこの結論に反発し、辞任した。業務を預かる英国支部も再開に反対した。ロドチェンコフも再開は「災害だ」と表現した。
WADA側は再開の条件としてマクラーレン・レポートを認める事、モスクワの研究所へのアクセスを許可する事を要請した。ロシア側もこの条件を飲んだ。それでも依然として国際社会の反発は強く、「オリンピック史上最大の真っ当な選手への冒瀆」、「世界の真っ当な選手に対する絶望的な仕打ち」などと揶揄された。クレイグ・リーディーの下には多くの批判が届いたが、覆る事はなかった。
RUSADAが再建されたため、依然として資格停止を続けるアスレティックゲームスに処分撤回を求めたが、拒否された。
11月に国際オリンピック委員会は2012年ロンドンオリンピックのサンプルを再検査し、48の検体で新たな禁止薬物が検出、うち22がロシアであった。
12月17日にWADAの5人の専門家がモスクワの研究所へと向かったが、全ての情報にアクセスする事は出来なかった。

### 2019年
WADAは2018年末日までに上述の情報の提出を求めていた。ロシア側からは次段階に向けての話し合いがしたいのですぐに面会したいとの連絡があったが、日取りは1月14日を要請してきたため、WADAを始めとする世界中の組織から顰蹙を買った。それでも1月10日には情報へのアクセスが出来るようになり、2262のサンプルを手に入れた。結局10日も遅れたがRUSADA側には何ら処分は課されなかった。これについては「ロシア相手なら個人や小国でドーピングを行うよりも寛大な処分だし、機会だって何回もくれる」との批判が為された。
2月8日に国際パラリンピック委員会も3月15日付で処分を解除、70の復帰基準のうち69を満たしているとの理由であった。これによって出場禁止を課しているのはアスレティックゲームスのみとなった。
3月19日にフランスは2016年に追放処分を受けていたバラフニチェフとメルニコフに対し、ドーピング隠蔽の罪で逮捕状を出した。
6月にアンドレイ・シルノフが2013年に採取したサンプルの再検査でドーピングの可能性が報じられたために。アスレティックス連盟の副会長を辞任。2017年にドーピングで追放されたコーチの下、キルギス国内で7人の選手がドーピングに染めていた事も報じられた。7月にはロイターがオリンピック出場経験のある二人のボクサーがWASADAから出場停止処分を受けていたにもかかわらず、2018年のアスレティックゲームスに出場していたと報じた。
7月にはモスクワの研究所のサンプルからドーピング違反の物が見つかり始め、298検体のうち43で検出されたとWADAは発表した。このサンプルからの最初の出場停止処分はウエイトリフティングで、12人が該当した。
9月21日、モスクワの研究所のサンプルの中にはWADAが手にする前に加工や改竄された形跡が見られるものも交じっている事が広く報じられた。これによって2024年パリオリンピックや2022 FIFAワールドカップまでもが出場禁止いなる可能性が出てきた。
11月21日にダニル・リセンコの調査を妨害したために陽性である本人と6人の関係者が職務停止となった。
その後WADAはロシアが次に違反した場合、全てのスポーツ大会の4年間に及ぶ主催禁止を提唱した。結局12月9日に今後4年間の全ての国際大会での出場停止処分が下った。なお、ロシア代表ではない個人参加に限っては許可された。ただし、UEFA EURO 2020に関しては欧州サッカー連盟が主催する主要ではない大会の扱いとなったため、参加は可能である。この処分に対してリーディーは「ロシアがクリーンになるにはあまりに長い時間がかかる。世界的な反ドーピング組織に対して汚名返上する機会は幾らでもあった、それを欺瞞と拒否で返し続けたのは彼らなのだ。」と述べた。これに対してロシアはスポーツ仲裁裁判所に提訴した。

### 2020年
1月にWADAはモスクワの研究所の権限を一部剥奪し、2016年5月以降のサンプルの血液検査に限った。
3月、ワールドアスレティックスは、ロシア人選手を2020年東京オリンピックに最大10人とする事を発表した。ロシア連盟に対しては1000万ドルの罰金を科し、7月1日迄に半額が支払われなかった場合、オリンピック出場禁止ともした。尤も東京オリンピックは新型コロナウイルス感染症の世界的流行に伴って1年延期された。
4月30日にWADAはモスクワの研究所の298の検体について調査完了を発表した。28の国際スポーツ団体に情報が送られた。
結局7月1日迄にロシアアスレティックスは1000万ドルを払う事は出来なかった。これについてロシアアスレティック側は罰金を支払える資金がないと述べた。オレフ・マティツィンが8月15日まで期限を延ばし、8月12日にコストの131万ドルと500万ドルの罰金を支払った。
9月、マリア・ソツコワがドーピング検査3回の偽造によってWASADAから10年間のスポーツ関係活動禁止処分を下された。
12月17日、ロシア側はWADAの処分の重さに対してスポーツ仲裁裁判所に提訴。4年間の処分は2年間に減刑となった。オリンピックこそ参加可能になったものの、世界選手権は出場禁止のままであり、ロシア人レーシングドライバーはモータースポーツから追放されたままであった。

### 2021年
2月19日、東京オリンピック、2022年北京オリンピックへの参加をロシアオリンピック委員会の名で国際オリンピック委員会が承認した。4月22日にピョートル・チャイコフスキーのピアノ協奏曲第1番を国歌代わりに使用する事が発表された。
東京オリンピックでは陸上競技は10人以下、ウエイトリフティング競技は男女1人ずつの制限が設けられた。しかしニキータ・モルガチョフ、パヴェル・ソリンがメルドニウム陽性、さらにヴェロニカ・アンドルシェンコ、アレクサンドル・クダシェフがモスクワの研究所から証拠が出て出場禁止となった。後者二人はスポーツ仲裁裁判所によって後に出場が認められた。オリンピック本戦に参加する選手からの陽性はイゴール・アンドレイェーヴィチ・ポリャンスキ1人で済み、彼も本戦5日前に発覚した。

### 2022年
北京オリンピックではフィギュアスケート競技でロシアオリンピック委員会は金メダルを獲得したが、2月8日に行われるはずのメダル授与式が遅れた。国際オリンピック委員会は日程の摺合せの問題としたが、メディアはカミラ・ワリエワのトリメタジジン陽性が理由なのではないかと報じた。結局11日に授与式は行われた。ワリエワの検体は前年12月25日に陽性反応が出ていたが、この調査はWADAの管轄下での調査ではなかった。2月8日にWADAに到着したという事情もあった。一旦は出場禁止となったものの、翌日に出場許可が出た。最終的に14日にスポーツ仲裁裁判所が翌日から始まる女子シングルスへの出場を許可した。その理由として15歳の彼女は被保護者である事、オリンピック期間中に結果が出たのは偶然である事などがあげられている。

## 国際大会

### ロシア開催

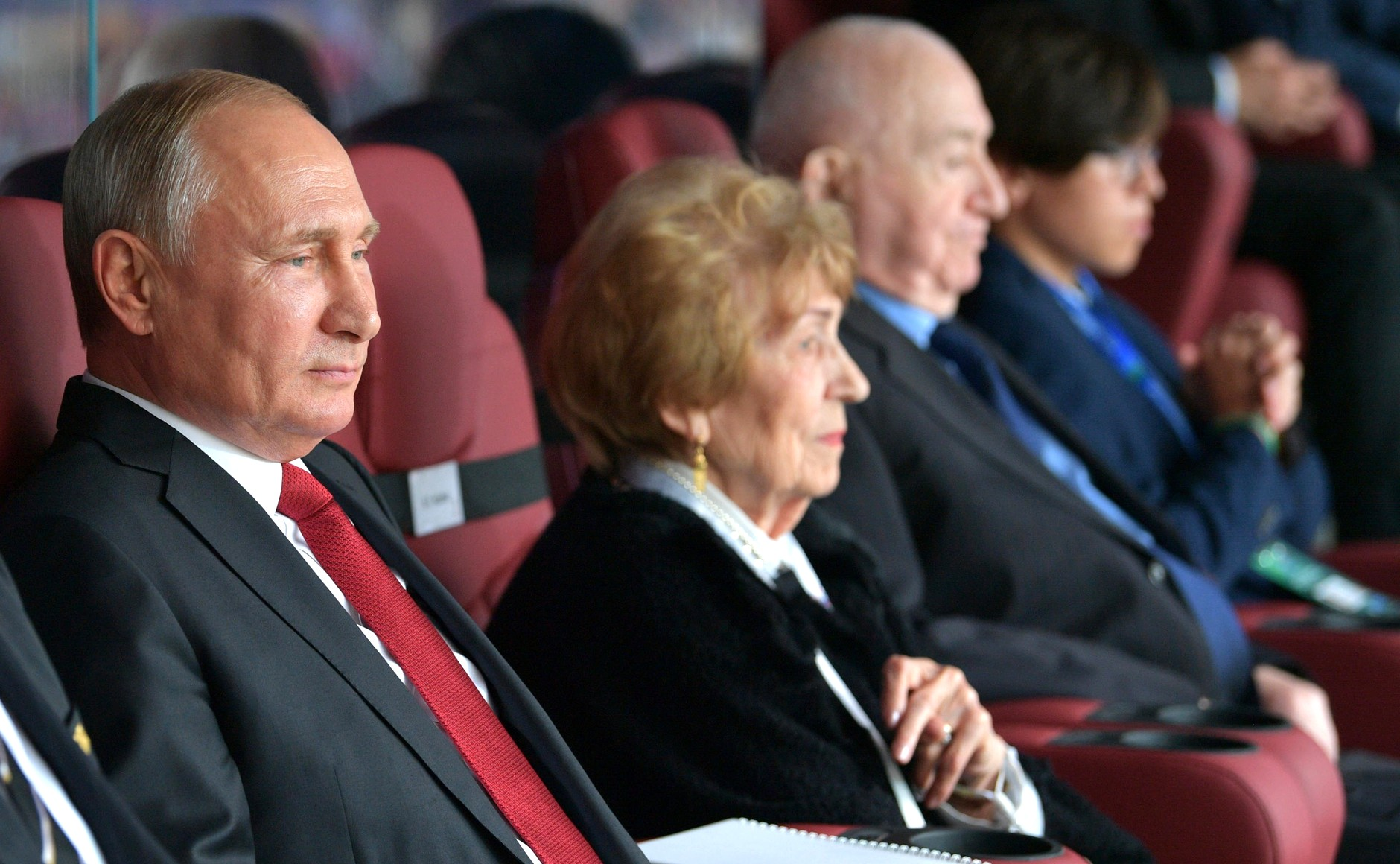
2018 FIFAワールドカップ開会式におけるウラジーミル・プーチン

国際オリンピック委員会が2016年7月に各スポーツ連盟に対してロシア開催の大会を別国で開催するよう推奨したにもかかわらず、ロシアで結局開催された主要大会も存在した。主なところで言えば、FIFAコンフェデレーションズカップ2017、2018 FIFAワールドカップ、2019年冬季ユニバーシアードがあげられる。また、2021年バイアスロン世界選手権については国際オリンピック委員会が声明を発表する以前に開催地に立候補していたため、その後の9月にロシア開催が決定した。尤もその後、同選手権は開催地を変更している。
FIBT世界選手権は2017年大会がソチでの開催となっていたが、スティーヴン・ホルコム、マシュー・アントワーヌ、マルティンス・ドゥクルス、リジー・ヤーノルドらは抗議、オーストリア、ラトビア、大韓民国の代表はボイコットを表明するなど大事になった。2016年12月13日に国際ボブスレー・スケルトン連盟が開催地変更を宣言した事でこれらは収まった。
バイアスロン・ワールドカップでは2016-17大会のチュメニでのステージをチェコと英国がボイコット。2016年12月22日にロシアは2017年のバイアスロン・ジュニア世界選手権の主催を返上した。
同じく22日にはISUスピードスケート・ワールドカップの2016-17大会のチェリャビンスクでのステージを開催地が変更になった。
クロスカントリースキー・ワールドカップでは2016-17大会決勝ラウンドの主催地からロシアを外した。
2017年12月22日、国際サッカー連盟はロシアサッカーにおけるドーピングを調査していたジリ・ドヴォラク医師を解雇したが、国際サッカー連盟側はドーピング調査とは無関係の理由で解雇したと主張している。

### ロシアの参加
国際陸上競技連盟はロシア人選手に対して、国旗、国歌、国の色を使用しない中立選手としての参加のみを認めた。
平昌オリンピック、パラリンピックでは国家としての参加は許可されず、これも個人参加となったが、その後、オリンピックはロシア出身選手団としての参加が許可、パラリンピックは中立選手としての参加となった。
国際自動車連盟は2020年末のスポーツ仲裁裁判所の裁定に則って、ロシア出身の選手について、中立選手としての参加のみを認めた。尤も該当者はニキータ・マゼピンただ一人で、彼はロシア自動車連盟の略称であるRAFを国旗の代わりにつけて中立参加する事となった。しかし最終的に2022シーズン前にロシアによるウクライナ侵攻のためにハースF1チームから契約抹消を受けた。

## メディア
ロシアのドーピング問題については、以下のようなドキュメンタリーが制作された。
- Geheimsache Doping: Wie Russland seine Sieger macht 、ARD/Das Erste、2014年12月3日[23]
- Geheimsache Doping. Im Schattenreich der Leichtathletik、ARD/Das Erste、2015年8月1日[211]
- Geheimsache Doping: Russlands Täuschungsmanöver、ARD/西部ドイツ放送、2016年3月6日[46][212]
- Russia's Dark Secret、60ミニッツ/CBSニュース、2016年5月8日[213]
- Plus vite, plus haut, plus dopés、アルテ/ル・モンド、2016年6月7日[214]
- イカロス、Netflix、2017年[215]
- Inside edge 、Amazon

## 反応

### 国際社会
まず、WADAがロシアに対する制裁について弱腰であった事に対する各界からの批判は多い。これについてWADA側は2015年迄は制裁を実行出来るほどの権威が無かったと述べている。2016年6月にはガーディアンが20を超える各国の選手のグループがトーマス・バッハ、クレイグ・リーディー相手に書状を出していたが、メディアが報じるまでは沈黙していたと暴露した。7月18日にWADAは「申し立ては知っていたが、今日出たマクラーレン・レポートを読んで、その規模に仰天した。」と述べた。これに対し、日本、オーストリア、オランダ、スイス、スウェーデン、スペイン、デンマーク、ドイツ、ノルウェー、フィンランド、エジプト、ニュージーランド、カナダ、米国の各反ドーピング機構は、ロシアのリオデジャネイロオリンピックからの追放を主張した。これに対して及び腰のバッハに対して、パウンドは「国際オリンピック委員会は何らかの理由でロシアを完全に追放する事を避けようとしている。しかし彼らも組織ぐるみであまりに大規模だ。完全追放ではなく、"ロシア以外ならば"完全追放に舵を切るだろう。」と発言した。トロント・スターも「ロシアのやっていた事が追放を免れる程度の事でしかなかったのなら、これは驚くべき先例たりうる。」と記した。ケバン・ゴスパーは「ロシアのような重要な国について間違った判断をしないように注意すべきだ。」と述べたが、シドニーのデイリー・テレグラフは「どうやらこの世界には国と重要な国の二種類があり、尿検査の瓶も別々のようだ。」と揶揄した。
国際オリンピック委員会がロシアを完全追放しなかった事についても選手のみならずライターからも大きく批判された。ヨーロッパオリンピック委員会はロシアを「価値のあるメンバー」と述べており、彼らのサポートもあっての決定であった。ナショナル・ポストは「（国際オリンピック委員会は）また今回も超大国に対して何ら刄向わなかった。」 と記した。ヘイリー・ウィッケンハイザーは国際オリンピック委員会の人間であったが、「ロシアと取引しなければ国ごと出場禁止にするのはもっと簡単だったのではないか、と自分に問いかけている。答えがその通りであったらとても怖いと思わざるを得ない。」と述べた。ドイチェ・ヴェレは、バッハは初めの大きな課題で「落第した」と記し、「この決定は組織への信頼を大きく棄捐し、国家後援ドーピングブームが起こるだろう。」と綴った。ビルトはバッハを「プーチンのプードル」と呼び、デイリー・テレグラフは「（白地の旗を持つ）国際オリンピック委員会は白旗を揚げた。ロシアの裏の政治力がこの結果を出したのだ。」と記した。
13の反ドーピング機関は、国際オリンピック委員会が「選手からWADAの定める厳格な規定に則った試合に参加する基本的権利を脅かすものであり、スポーツを清廉潔白に保つという厳粛な決定ですらも商業的、政治的な要求でひっくり返るのであるから、独立性が欠如している事は明白である。」と声明を出した。WADAも「あくまで反ドーピング規定は今はただ規定でしかなく、従うも従わないも自由であるため、我々はただ国際オリンピック委員会にオリンピックまでもう時間がないという言い訳を一年近く言い続けさせる余地を与えたのだ。」と述べた。マクラーレンもこの決定には不満を示し、「これは国家ぐるみのドーピングや検査結果捏造であるにもかかわらず、彼らは個人の問題に転嫁した。（中略）私が報告書で書いた内容とは逆の結論であり、ロシア以外の全ての国際組織からの信用を失う結果だ。」と述べた。

### ロシア国内

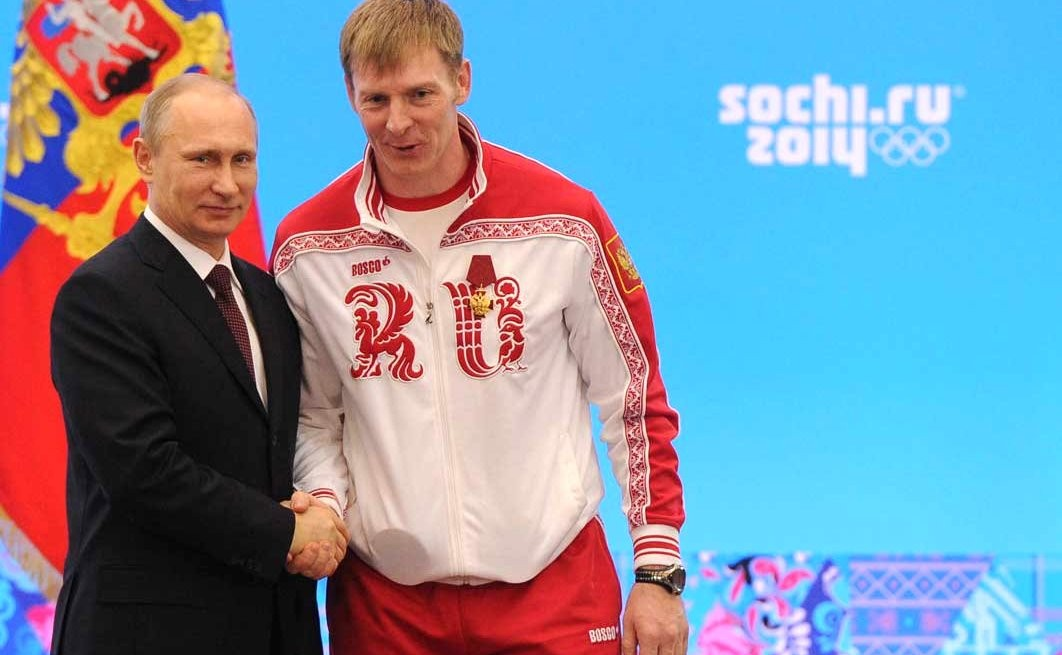
2014年2月24日、アレクサンドル・ズブコフ（右）を褒賞するウラジーミル・プーチン（左）。この3年半後にズブコフは金メダル3つを剥奪される。

ロシア国内では、ドーピングの申し立ては反ロシア工作の一つである、「他国と同じ事をしているだけだ」という見方が一般的である。ウラジーミル・プーチンは、「国家レベルで後援した事は一回もなく、今後もなく、我々はスポーツを壊すような真似をした事はない。報道は西側の反ロシア工作の一つである」と述べた 。 アレクセイ・プシュコフは国際陸上競技連盟が追放を続ける事実に対して「国家から独立した機関であるはずなのだから我が国に対する叛逆である」と述べた。ヴァディム・デンギンは「全てのドーピング・スキャンダルは単なる捏造で、ロシアを扱下ろすための工作である」と発言した。スポーツ仲裁裁判所がイシンバエワの訴えを棄却すると、イシンバエワは「他国の似非潔白アスリートどもの吐息を検査してみろ、我々が不在の間に偽金メダルを取るがいいさ。奴らは本物の強さにビビっているんだ。」と綴った。ロシア外務省は裁定に対して「スポーツに対する犯罪」と表明した。レヴァダ・センターの調査によれば、ソチオリンピックでロシア人選手がドーピングしていたと思うと回答した者は14%、WADAの報告は虚偽であるとする者は71%、15%は無回答という結果であった。
プーチン側はステパノワをユダであると名指しで批判した。同国メディアもまたステパノワを批判している。ステパノワはこれに対し「どのメディアも私を叛逆者と言うが、ただの叛逆者ではなく、"母国の"叛逆者と呼ぶ。」と述べ、夫のステパノフも「私がしたかったのはロシアを晒す事ではなく、スポーツを滅茶苦茶にする関係者を晒す事であって、ロシア国内のみならず世界中にいる人間である。」と述べた。フランクフルター・アルゲマイネ・ツァイトゥングは、ロシアメディアはドイツで放送されたドキュメンタリーについて「ウラジーミル・プーチンを引き摺り落とし超大国の地位を下げようとする西側の策謀の一つである」と報じていると報じた。
パウンドはロシアの受け止め方を「スピード違反で警察に止められた時に「なんで俺だけ？」と言っている人間のようだ。そして（国として）返答に時間をかける事によってリオデジャネイロオリンピックに易々と出場、嫌疑をかけられている被害者面でプレーする算段だった。」と表現した。ブルームバーグ・ニュースのロシア人記者であるレオニド・ベルシドスキーは、「（ロシアの）関係者はwhataboutismは調査を止めさせるものではない事に気付くべきだ。」と記した。ドイチェ・ヴェレのモスクワ特派員はロシア国内の反応を見て「別の世界線にいるようだ」と記した。ニューヨーク・タイムズは「特に西側では根據もない反ロシアの策謀に対して抗議する文化があり被害者であると思っているようだ」と記した。同紙はソビエト連邦時代から受け取り方が変わっていないと指弾し、「毎回毎回、政治的な陰謀だ、これは挑発だ、断じて許されない行動だ。冷戦はとうに終わったのにウラジーミル・プーチンはまだ同じ事をやっている、ロシアのファールプレーに対して何ら省みることなく被害者面である。」とも指摘した。ロイターも「ロシアが国際社会に戻ってくる事を妨げているという冷戦下の西のやり方を引き合いに出す事で、上手く責任転嫁している。」と述べた。これに対するロシアの反応はお約束の「政治的な～」であり、WADAのロバートソンは「リーディーがロシア政府に対して仲裁のメールを打った時」にこの定型句を見たという。
マッチTVはこのスキャンダルを主導したのは米国であると主張し、アレクサンダル・レスンは「ドーピングはどの国もやっているし、違反者なんてどこにでもいる。」と述べた。マクラーレン・レポートに対してロシアの出場を認めた国際オリンピック委員会の決定が出ると、ムトコは「我々が望むのはただ一つ、全ての連盟が公平な決定をする事だけである。ドーピングが罪であるのはロシアだけではない、世界共通なのだから。」と述べ、同国メディアの反応もまた「陶酔しているかのようであった」と記された。
ロシア国営放送の記者はバッハに対し「あなたの人間性によって我々は助けられた」と述べ、ドーピングの調査自体が「政治的な」案件だったのではないかと質問した。ロシア人選手がマクラーレン・レポートを スポーツというより「政治的」であったと主張し出すと、英国バイアスロン協会がこれに噛みつき、「洗脳、詐欺、不正直」と宣言、ロシア国内で行われる大会のボイコットを決定した。ムトコはこのボイコットに対して「（選手が従えば）天誅が下る」と発言した。
4年の追放が決まるとロシア側は当然嚇怒した。ウラジーミル・プーチンはこの決定的に対し「政治的な～」の文言を使い、「オリンピック憲章に矛盾する」と述べ、「ロシアオリンピック委員会に咎められるべき点は無く、本当にないなら国旗の下に参加できるのが道理だ。」と付け加えた。ドミートリー・メドヴェージェフも政治的な策謀であると認識しており、「今回もまた反露ヒステリーであり、（彼らは）とっくに慢性だ。」と語った。

## ハッシュタグ問題
ロイターによれば、ロシアの荒らしがTwitterで#NoRussiaNoGames（ロシア無くしてゲーム無し）のハッシュタグを平昌オリンピック出場停止直後から使い始めたという。このハッシュタグ運動の火付け役と目されたアカウントはオレンブルクが居住地として設定されており、ハッシュタグを含めたリプライを238個送りつけていたため、ボットネットと認定された。その後5つ以上のアカウントが関係ないロシア語のニュースにもこのハッシュタグをつけて投稿、リツイートを繰り返していた事が明らかになっている。

## 統計
WADAは反ドーピング規定違反（ADRV）について毎年統計を公開している。
| 年   | ロシア人 | 世界計 | 比率  | 世界順位 | 統計確認日     |
| ---- | -------- | ------ | ----- | -------- | -------------- |
| 2013 | 225      | 1,953  | 11.5% | 1        | 2015年5月15日  |
| 2014 | 148      | 1,647  | 9%    | 1        | 2016年2月21日  |
| 2015 | 176      | 1,901  | 9.3%  | 1        | 2017年1月31日  |
| 2016 | 69       | 1,326  | 5.2%  | 6        | 2017年12月31日 |
| 2017 | 82       | 1,459  | 5.6%  | 5        | 2019年5月31日  |
| 2018 | 144      | 1,640  | 8.7%  | 1        | 2020年3月2日   |
| 2019 | 167      | 1,888  | 8.8%  | 1        | 2022年6月3日   |

### 剥奪されたメダル
オリンピックのメダルが剥奪された個数は現在46個で、これは剥奪された件数全体の1/3に及んでいる。2位に4倍以上の差をつけての圧倒的な1位である。2002年ソルトレークシティオリンピックでいきなり5個の剥奪を受けて以来ドーピングによる剥奪件数では世界を牽引し続けており、2012年ロンドンオリンピックでは15個ものメダルが剥奪されている。内訳は金12枚、銀20枚、銅11枚である。
| 五輪 | 選手                                                                            | メダル | 競技                                        | 出典                    |
| ---- | ------------------------------------------------------------------------------- | ------ | ------------------------------------------- | ----------------------- |
| 2002 | オリガ・ダニロワ                                                                | 金     | クロスカントリースキー女子10km複合          | [ 260 ]                 |
| 2002 | オリガ・ダニロワ                                                                | 銀     | クロスカントリースキー女子10kmクラシカル    | [ 260 ]                 |
| 2002 | ラリサ・ラズチナ                                                                | 金     | クロスカントリースキー女子30kmクラシカル    | [ 260 ] [ 261 ]         |
| 2002 | ラリサ・ラズチナ                                                                | 銀     | クロスカントリースキー女子15kmフリー        | [ 262 ]                 |
| 2002 | ラリサ・ラズチナ                                                                | 銀     | クロスカントリースキー女子10km複合          | [ 262 ]                 |
| 2004 | イリーナ・コルジャネンコ                                                        | 金     | 女子砲丸投                                  | [ 263 ]                 |
| 2004 | スベトラーナ・クリベリョワ                                                      | 銅     | 女子砲丸投                                  | [ 264 ]                 |
| 2004 | オレグ・ペレペチェノフ                                                          | 銅     | ウエイトリフティング男子77kg級              | [ 265 ]                 |
| 2006 | オルガ・メドヴェージェバ                                                        | 銀     | バイアスロン女子15km                        | [ 266 ]                 |
| 2008 | リレー（ユリア・チェルモシャンスカヤ）                                          | 金     | 女子4×100mリレー                            | [ 267 ]                 |
| 2008 | リレー（アナスタシヤ・カパチンスカヤ、タチアナ・フィロワ）                      | 銀     | 女子4×400mリレー                            | [ 269 ]                 |
| 2008 | マリア・アバクモワ                                                              | 銀     | 女子やり投                                  | [ 270 ]                 |
| 2008 | タチアナ・レベデワ                                                              | 銀     | 女子三段跳                                  | [ 271 ]                 |
| 2008 | タチアナ・レベデワ                                                              | 銀     | 女子走幅跳                                  | [ 271 ]                 |
| 2008 | ハッサン・バロエフ                                                              | 銀     | レスリング男子グレコローマンスタイル120kg級 | [ 272 ]                 |
| 2008 | マリーナ・シャイノワ                                                            | 銀     | ウエイトリフティング女子58kg級              | [ 269 ]                 |
| 2008 | リレー（デニス・アレクセーエフ）                                                | 銅     | 男子4×400mリレー                            | [ 270 ]                 |
| 2008 | エカテリーナ・ヴォルコワ                                                        | 銅     | 女子3000m障害                               | [ 273 ] [ 274 ]         |
| 2008 | アンナ・チチェロワ                                                              | 銅     | 女子走高跳                                  | [ 275 ] [ 276 ]         |
| 2008 | ハジムラト・アッカエフ                                                          | 銅     | ウエイトリフティング男子94kg級              | [ 272 ]                 |
| 2008 | ドミトリー・ラピコフ                                                            | 銅     | ウエイトリフティング男子105kg級             | [ 272 ]                 |
| 2008 | ナデズダ・エヴスチュヒナ                                                        | 銅     | ウエイトリフティング女子75kg級              | [ 269 ]                 |
| 2008 | タチアナ・チェルノワ                                                            | 銅     | 女子七種競技                                | [ 277 ]                 |
| 2012 | タチアナ・ルイセンコ                                                            | 金     | 女子ハンマー投                              | [ 278 ]                 |
| 2012 | ユーリヤ・ザリポワ                                                              | 金     | 女子3000m障害                               | [ 279 ] [ 280 ]         |
| 2012 | セルゲイ・キルジャプキン                                                        | 金     | 男子50km競歩                                | [ 281 ]                 |
| 2012 | マリア・サビノワ                                                                | 金     | 女子800m                                    | [ 282 ]                 |
| 2012 | イワン・ウーホフ                                                                | 金     | 男子走高跳                                  | [ 283 ]                 |
| 2012 | ダリヤ・ピシャルニコワ                                                          | 銀     | 女子円盤投                                  | [ 284 ]                 |
| 2012 | イェフゲニヤ・コロドゥコ                                                        | 銀     | 女子砲丸投                                  | [ 285 ]                 |
| 2012 | オルガ・カニスキナ                                                              | 銀     | 女子20km競歩                                | [ 286 ]                 |
| 2012 | アプティ・アウハドフ                                                            | 銀     | ウエイトリフティング男子85kg級              | [ 287 ]                 |
| 2012 | アレクサンドル・イワノフ                                                        | 銀     | ウエイトリフティング男子94kg級              | [ 280 ]                 |
| 2012 | ナタリア・ザボロトナヤ                                                          | 銀     | ウエイトリフティング女子75kg級              | [ 280 ]                 |
| 2012 | スヴェトラナ・ツァルカエワ                                                      | 銀     | ウエイトリフティング女子63kg級              | [ 288 ]                 |
| 2012 | リレー（アントニーナ・クリヴォシャプカ、ユリア・グシュチナ、タチアナ・フィロワ) | 銀     | 女子4×400mリレー                            | [ 289 ] [ 290 ]         |
| 2012 | タチアナ・チェルノワ                                                            | 銅     | 女子七種競技                                | [ 291 ]                 |
| 2012 | スベトラーナ・シュコリナ                                                        | 銅     | 女子走高跳                                  | [ 283 ]                 |
| 2014 | ボブスレー（アレクサンドル・ズブコフ、アレクセイ・ヴォエヴォダ）                | 金     | ボブスレー2人乗                             | [ 292 ] [ 293 ]         |
| 2014 | ボブスレー（アレクサンドル・ズブコフ、アレクセイ・ヴォエヴォダ）                | 金     | ボブスレー4人乗                             | [ 292 ] [ 293 ] [ 294 ] |
| 2014 | リレー（エフゲニー・ウスチュゴフ）                                              | 金     | バイアスロン男子リレー                      | [ 295 ]                 |
| 2014 | リレー（オリガ・ザイツェワ）                                                    | 銀     | バイアスロン女子リレー                      | [ 296 ] [ 297 ]         |
| 2016 | ミハイル・アロヤン                                                              | 銀     | ボクシングフライ級                          | [ 298 ]                 |